# Othresypna infrapicta
Othresypna infrapicta là một loài bướm đêm trong họ Noctuidae.